# Modem

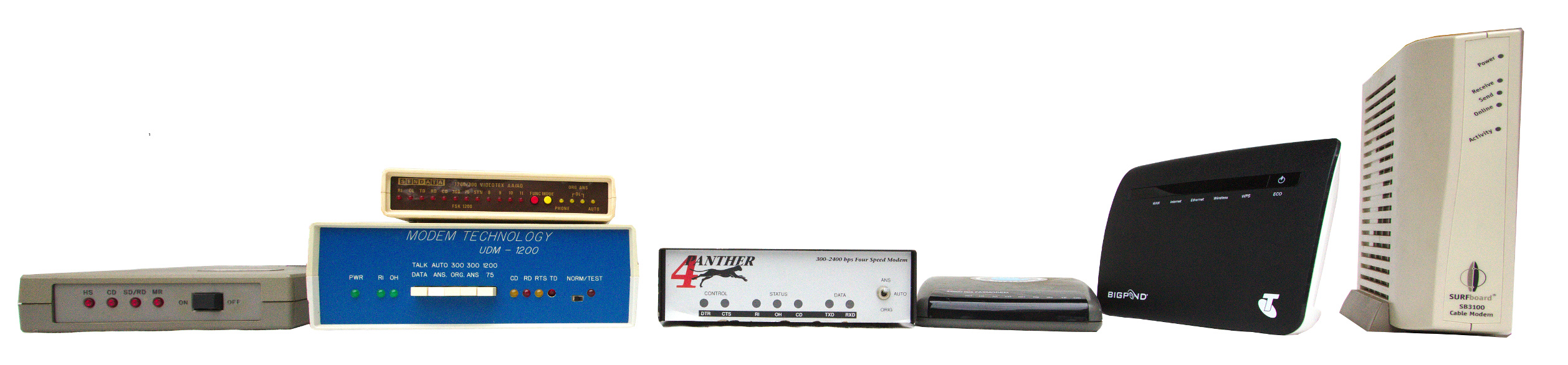
Modemek fejlődése

A modem (a modulátor és demodulátor szavakból összevont szó) egy olyan berendezés, ami egy vivőhullám modulációjával a digitális jelet analóg információvá, illetve a másik oldalon ennek demodulációjával újra digitális információvá alakítja. Az eljárás célja, hogy a digitális adatot analóg módon átvihetővé tegye.
A modem egy másik modemmel működik párban, ezek az átviteli közeg két végén vannak. Szigorú értelemben véve a két modem két adatátviteli berendezést köt össze, azonban a másik végberendezés tovább csatlakozhat az internet felé.
Néhány elterjedtebb modem, amik különböző átviteli közegben működnek:
- telefonos modem
- ADSL modem
- kábelmodem
- rádiós modem
- optikai modem
- mikrohullámú és milliméteres hullám modem (lásd 5G)[3]

## Alapsávi jelátalakítók
Megjegyzendő, hogy gyakran a szakirodalomban is modemnek nevezik azokat a feladatukra és külső megjelenésükre is nagyon hasonló eszközöket, amelyek nem vivőhullám modulálásával, hanem lényegében jelformálás alkalmazásával képesek vezetéken történő adattovábbításra. Ennek a látszólagos pontatlanságnak az is az oka, hogy valójában a modemek sem az analóg technikában ismert modulációt, hanem annak speciális, digitális moduláló jelre kifejlesztett változatát használják (lásd. billentyűzés (angol: keying)).

## Telefonos modem

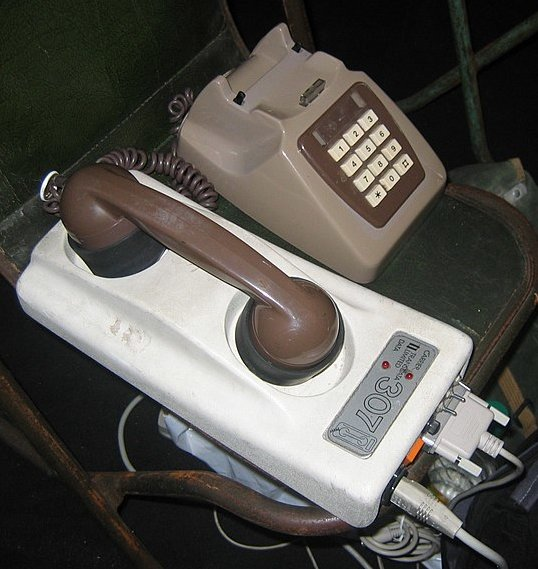
Akusztikus csatolású modem

A telefonos modem a számítógép által használt digitális 1 és 0 jeleket úgy alakítja át hangfrekvenciává, hogy az telefonvonalon továbbítható legyen:
- 1. Akusztikus (csatolású) modemek

Az akusztikus (csatolású) modemek hang segítségével kommunikáltak a 70-80-as években. Ezek egy másodperc alatt legfeljebb 300 jelet továbbítottak (300 bit/sec). A telefonvonalra a kézibeszélő segítségével lehetett csatlakoztatni és azon keresztül küldte és fogadta az adatokat (hangokat). A készülékekben használt mikrofon és hallgató viszonylag gyengébb minősége és a csatolás minősége miatt a megoldás nem tett lehetővé nagyobb adatátviteli sebességet. Így a kezdetektől igyekeztek inkább galvanikus (közvetlen, fémes csatlakozásra) csatolásra áttérni.
- 2. (galvanikus csatolású) telefonos modemek:

Szabványos sebességei: 14 kbps, 28,8 kbps, 33,6 kbps és 56 kbps.

## ADSL modem
Az ADSL modem szintén telefonvonalon működik, azonban működése más, mint a telefonos modemé, az átvitelre nem hangfrekvenciát használ. Átviteli sebességei jellemzően: 0,5 Mbps, 1 Mbps, 2 Mbps, 4 Mbps, 8 Mbps stb.

## Kábelmodem
A kábelmodem átviteli közege a zártláncú, helyi műsorszórásra használt kábelhálózat.
Sebessége nagyjából megegyezik az ADSL modemével.

## Rádiós modem
A rádiós modemek az adatokat mikrohullámú rádiós vonalakon továbbítják. Átviteli sebességük jellemzően 512 kbps, azonban a profi mikrohullámú modem átviteli sebessége eléri a millió bit per másodperces értéket.

## Optikai modem
Optikai modemek az adatokat optikai szálakon továbbítják. Az optikai szálakat optikai kábelekbe fogják össze. A földrészek közötti adatátviteli kapcsolatoknál optikai modemeket használnak a tenger alatti optikai kábeleken az adattovábbításra. Az optikai modemek átviteli sebessége {\displaystyle 10^{9}} bit per másodperc nagyságrendű.

## Mikrohullámú modem
A mikrohullámú modemek hasonlóan működnek, mint a rádiós modemek, de a profi mikrohullámú modemek átviteli sebessége eléri a millió bit per másodperces értéket.